# Conger myriaster
Conger myriaster és una espècie de peix pertanyent a la família dels còngrids.

## Descripció
- Pot arribar a fer 100 cm de llargària màxima.
- Nombre de vèrtebres: 142-148.
- Cap i cos amb taques blanques.[3][4]

## Depredadors
A Corea és depredat per Lophius litulon i al Japó per Triakis scyllium.

## Hàbitat
És un peix marí, demersal, oceanòdrom i de clima temperat (43°N-19°N, 113°E-143°E) que viu entre 320 i 830 m de fondària.

## Distribució geogràfica
Es troba al Pacífic nord-occidental: el Japó, la península de Corea i el mar de la Xina Oriental.

## Longevitat
Pot assolir els 8 anys.

## Observacions
És inofensiu per als humans.